# Keli Rejo
Keli Rejo is een bestuurslaag in het regentschap Ogan Komering Ulu van de provincie Zuid-Sumatra, Indonesië. Keli Rejo telt 1884 inwoners (volkstelling 2010).